# Hubert Gillet
Pour les articles homonymes, voir Gillet.
Hubert Gillet est un réalisateur français.

## Biographie
Réalisateur d'un long métrage, Hubert Gillet a également tenu de petits rôles dans plusieurs films, dont Nikita

## Filmographie
- 2003 : Lune (court métrage)
- 2009 : Dans tes bras